# Ampelocissus mesoamericana
Ampelocissus mesoamericana là một loài thực vật hai lá mầm trong họ Nho. Loài này được Lombardi mô tả khoa học đầu tiên năm 2005.